# Rhyacophila evoluta
Rhyacophila evoluta är en nattsländeart som beskrevs av Mclachlan 1879. Rhyacophila evoluta ingår i släktet Rhyacophila och familjen rovnattsländor. Inga underarter finns listade i Catalogue of Life.